# Baia di Maria Prončiščeva
La baia di Maria Prončiščeva (in russo бухта Марии Прончищевой?, buchta Marii Prončiščevoj) è un'insenatura lungo la costa settentrionale russa, nel territorio di Krasnojarsk, amministrata dal Tajmyrskij rajon. È situata nella parte sud-occidentale del mare di Laptev.

## Geografia
La baia si apre nella parte orientale della penisola del Tajmyr (Таймырский полуостров), 75 km a nord del golfo della Chatanga. Ha una forma stretta e sinuosa e raggiunge una lunghezza di circa 60 km e una larghezza che varia da 3 km a 10 km. Le bocche si aprono in direzione est tra la penisola di Maria Prončiščeva (полуостров Марии Прончищевой) a nord e la kosa Moržovaja (коса Моржовая) a sud, poi la baia piega a nord stretta tra la suddetta penisola a est e la penisola Medvežij Nos (полуостров Мэдвежий Нос) a ovest; al termine di quest'ultima piega ancora ad ovest per un breve tratto e poi, girando attorno alla piccola penisola Čërnyj (полуостров Чёрный) punta a nordovest fino alla foce della Severnaja (река Северная).  La profondità massima è di 22 m.
Oltre alla Severnaja, nella baia sfociano anche la Pograničnaja (река Пограничная), la Zelenaja (река Зеленая) e altri corsi d'acqua minori.

Alcune insenature più piccole si trovano all'interno della baia di Maria Prončiščeva: superata la penisola Medvežij Nos, ma in direzione sud, si apre la baia Promyslovaja (бухта Промысловая); a nord della penisola Čërnyj si apre invece la baia Čërnaja; mentre alla foce della Zelenaja si apre la laguna Zelenaja (лагуна Зеленая).
Nonostante a ovest si trovino i monti Byrranga, le sponde sono basse, paludose, punteggiate di piccoli laghi e coperte da vegetazione tipica della tundra.

Il golfo di Maria Prončiščeva è ghiacciato per gran parte dell'anno.
Le sue acque e le coste fanno parte della riserva della biosfera artica del Tajmyr.

Sulla costa meridionale della penisola di Maria Prončiščeva c'è una stazione meteorologica polare, visitabile durante le escursioni turistiche dal golfo della Chatanga.

## Storia
Il golfo fu scoperto da Vasilij Vasil'evič Prončiščev nel 1736.

Nel 1740 fu visitato e descritto anche da Chariton Prokof'evič Laptev.

La baia restò a lungo senza nome. Nel 1913 la spedizione di Boris Andreevič Vil'kickij nominò il capo all'ingresso della baia come "capo Prončiščeva" (in russo mys Prončiščevoj) in onore della moglie di Vasilij Prončiščev, considerata la prima esploratrice polare. Sulle carte resto così l'abbreviazione "M. Prončiščevoj" che negli anni '20 venne erroneamente decifrata da alcuni cartografi come Maria Prončiščeva in riferimento alla baia (ovvero buchta Marii Prončiščevoj). In realtà, la moglie di Vasilij Prončiščev si chiamava Tat'jana Fedorovna Prončiščeva, e solo nel 1983 l'errore fu scoperto da uno studente dell'Università statale di Mosca, ma ancora oggi l'esploratrice è meglio conosciuta come Maria Prončiščeva e la baia ha mantenuto questo nome.